# هلنا کرایچیووا
هلنا کرایچیووا (انگلیسی: Helena Krajčiová؛ زادهٔ ۱۹ آوریل ۱۹۷۵) بازیگر و خواننده اهل کشور اسلواکی است. وی از سال ۲۰۰۷ میلادی تاکنون مشغول فعالیت بوده‌است. کرایچیووا به عنوان بهترین بازیگر زن در چهاردهمین جوایز «اُتُ» انتخاب شد.